# Patricia Thormann
Patricia Thormann (née Wolf le 9 novembre 1979 à Schwerin) est une ancienne joueuse allemande de volley-ball. Elle mesure 1,81 m et jouait au poste de centrale. 

## Clubs
| Club          | De        | À         |
| ------------- | --------- | --------- |
| Schweriner SC | 1991-1992 | 1995-1996 |
| Schweriner SC | 1996-1997 | nov 2012  |

## Palmarès
- Championnat d'Allemagne
  - Vainqueur : 1998, 2000, 2001, 2002, 2006, 2009, 2011, 2012.
- Coupe d'Allemagne
  - Vainqueur : 2001, 2006, 2007, 2012.